# Paraphrynus emaciatus
Paraphrynus emaciatus är en spindeldjursart som beskrevs av Mullinex 1975. Paraphrynus emaciatus ingår i släktet Paraphrynus och familjen Phrynidae. Inga underarter finns listade i Catalogue of Life.